# Schnappsack
Schnappsack ist eine mittelalterliche Bezeichnung für einen Beutel oder Sack, in dem man auf Reisen trockene Speisen mitführen konnte. Landsknechte führten Schnappsäcke zum Requirieren von Essbarem bei der Zivilbevölkerung mit sich.

## Sprachliches
Im Niedersächsischen Snappsack, im Schwedischen Snappsäk, im Englischen Snapsack, im Französischen Canapsa. Vermutlich eine Bildung aus Knappsack, wie im Englischen Knapsack oder im Schwedischen Kappsäk und Baksäk von Bak, der Rücken = Rucksack.

## Der Begriff in der Literatur
Der Begriff taucht später auf in literarischen Werken von Christian Dietrich Grabbe, Christoph Martin Wieland (Übersetzung aus Lukian von Samosata), Heinrich Heine (Übersetzung aus Miguel de Cervantes), Johann Heinrich Pestalozzi (in Lienhard und Gertrud), Otfried Preußler (in Der Räuber Hotzenplotz) und anderen.
Emil Karl Blümml zitiert 1906 aus Frankreich ein Märchen mit dem Titel Der Schnappsack.
1948 veröffentlichte ein Heinz Barth sein illustriertes Märchen Der Schnappsack.
Schnappsack ist auch der Titel eines 1972 erschienenen Bilderbuches.
Ein Kindertheaterstück von Wolfgang Mennel heißt Vorsicht Schnappsack!.
Ein aus Nordböhmen stammendes Volkslied trägt den Titel Hans mit dem ledernen Schnappsack.